# Martinšćica
Martinšćica (italienisch San Martino) ist ein Ort an der Westseite der Insel Cres, Kroatien, und liegt in einer langgezogenen Kiesbucht an der Adria. Im Ortskern befindet sich die Kirche des Heiligen Hieronymus. Entlang der Promenade befinden sich mehrere Restaurants. Westlich des Ortes liegt der Campingplatz Slatina zwischen den Buchten Tiha und Slatina.